# 馮習
冯习（？—222年），字休元，南郡人，三国时期蜀汉将领。

## 生平
曾跟随刘备入蜀。221年刘备伐吴时，冯习和吴班在巫击破吴将李异、刘阿等。222年，冯习为大督，后蜀军为陆逊击破，冯习亦为吴將潘璋所杀。
241年，楊戲在《季漢輔臣贊》咎罪馮習在夷陵之戰輕視敵人，還拖累了大家。

## 另見
- 張南